# Claudio Vicuña Guerrero
Claudio Vicuña Guerrero (Santiago, 31 de diciembre de 1833-Santiago, 28 de febrero de 1907) fue un político y diplomático chileno, que ejerció el cargo de Ministro del Interior entre 1890 y 1891 durante el gobierno de José Manuel Balmaceda y en pleno estallido de la guerra civil chilena de 1891. Fue elegido, en julio de 1891, Presidente de la República de Chile, aunque no pudo asumir su cargo producto de la victoria opositora a Balmaceda en la guerra civil.

## Biografía

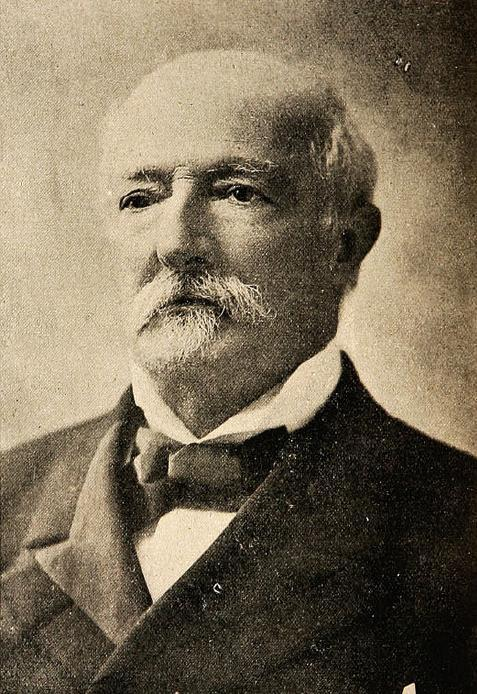
Fotografía de Claudio Vicuña hacia 1907.

Fue hijo de Ignacio Vicuña Aguirre, quien fuera diputado por Quillota entre 1840 y 1843, y de Carmen Guerrero Varas. Tuvo siete hermanos, entre los cuales destacó Ricardo Vicuña Guerrero, quien fue diputado (1873-1876) y senador del Congreso Constituyente de 1891. Pese a provenir de una familia aristocrática, quedó huérfano a temprana edad. Estudió en el Instituto Nacional y luego se desempeñó en la agricultura, donde logró una gran fortuna.
Estuvo casado con Lucía Subercaseaux Vicuña, con quien tuvo siete hijos. Dentro de sus hijos destacaron los políticos Augusto y Claudio Vicuña Subercaseaux.
En el ámbito político, militó en el Partido Liberal y el Partido Liberal Democrático. Fue elegido diputado por la provincia de Santiago para el período entre 1876 y 1879, año en que asumió como senador de la República por la misma provincia, cargo que mantuvo en dos períodos: 1879-1885 y 1888-1894.
Tras el estallido de la guerra civil de 1891, se mantuvo leal al gobierno de José Manuel Balmaceda, asumiendo como Ministro del Interior entre el 15 de octubre de 1890 y el 7 de enero de 1891. En dicho rol, fue uno de los convocantes al Congreso Constituyente que estableció Balmaceda en reemplazo del suspendido Congreso Nacional. Reasumió el cargo de ministro del Interior entre el 23 de febrero y el 12 de marzo de 1891. Ese mismo año ejerció también el cargo de intendente de Valparaíso. En medio de la guerra civil, Vicuña fue nominado como candidato presidencial del Partido Liberal en su convención realizada el 8 de marzo de 1891. La derrota definitiva del balmacedismo tras la batalla de Placilla terminó con las aspiraciones presidenciales de Vicuña: la junta militar estableció a su presidente, el capitán Jorge Montt, como único candidato para las elecciones de septiembre de 1891.
La victoria opositora llevó a Vicuña a solicitar asilo diplomático, considerando que era considerado como miembro clave de la "dictadura balmacedista". Vicuña regresó a Chile en 1895, retomando su vida política. Fue presidente del Partido Liberal Democrático en 1876, partido que incluía a los principales exponentes del balmacedismo, y fue electo senador por Coquimbo entre 1900 y 1906. En 1901 fue uno de los precandidatos para la elección presidencial de 1901 como parte de la Alianza Liberal, aunque finalmente depuso su candidatura en favor de la de Germán Riesco, que ganaría eventualmente la elección.
Falleció a los 73 años, a la 1:30 del 28 de febrero de 1907 en su residencia ubicada en la intersección de las calles República y Sazié en Santiago de Chile.

## Polémicas en torno a su figura
En 1998, su nombre volvió a ser reconocido por la opinión pública, luego de que sus descendientes interpusieran un recurso de protección contra el director de cine Sergio Castilla, que estaba terminando de rodar su película Gringuito. Esto, luego de una escena donde algunos de los actores bailaban en las escalinatas de su mausoleo, lo que sus descendientes consideraban una violación a su honra. 
Dado que el líbelo fue declarado inadmisible tanto por la Corte de Apelaciones como por la Corte Suprema, la escena apareció tanto en la película como en el videoclip de la canción principal.